# Swing Shift
Swing Shift is een Amerikaanse dramafilm uit 1984 onder regie van Jonathan Demme. 

## Verhaal
Na de aanval op Pearl Harbor vertrekt Kay Walsh haar man naar het front en begint zij in een ammunitiefabriek te werken

## Rolverdeling
| Acteur          | Personage       |
| --------------- | --------------- |
| Goldie Hawn     | Kay Walsh       |
| Kurt Russell    | Lucky Lockhart  |
| Christine Lahti | Hazel Zanussi   |
| Ed Harris       | Jack Walsh      |
| Fred Ward       | Biscuits Toohey |
| Holly Hunter    | Jeannie         |

## Release en ontvangst
De film bracht 6 miljoen dollar op in de bioscopen. De film heeft een score van 87% op Rotten Tomatoes, gebaseerd op 15 beoordelingen. Jason Robards was genomineerd voor een Oscar voor beste vrouwelijke bijrol.